# Dean Laabs
Dean Laabs (* 1965 in Wisconsin) ist ein US-amerikanischer Jazztrompeter.
Laabs erwarb den Bachelor an der Lawrence University in Appleton (Wisconsin), anschließend den Master of Music in Third Stream Studies am New England Conservatory of Music. Seit 1988 arbeitet Labbs im Bereich von Jazz, Rock und Neuer Improvisationsmusik sowohl als Solist als auch mit Jeff Song (The Other Pocket), dem Boston Chamber Ensemble, Santos Perez, dem Phantom Arts Ensemble, Eric Brown und Port Smith. 1993 legte er das Album Invisible Maniac (Asian Improv) vor. Zudem betätigte er sich Komponist, Musikpädagoge (in Wisconsin und im Raum Boston) sowie als Artwork-Gestalter für die Label Northeastern und Asian Improv.
Im Bereich des Jazz wirkte Laabs zwischen 1993 und 2000 bei sechs Aufnahmesessions mit.